# Haarlemmermeer Marathon
De Haarlemmermeer Run (voorheen Haarlemmermeer Marathon) is een hardloopwedstrijd gehouden in de Nederlandse gemeente Haarlemmermeer. De wedstrijd wordt gehouden op de eerste zondag van de maand september. De eerste editie vond plaats in 2005 ter gelegenheid van het 150-jarig bestaan van de gemeente Haarlemmermeer.
De loop gaat zowel door de dorpen van de Haarlemmermeer als door het karakteristieke polderlandschap, langs bezienswaardigheden als de Calatravabruggen en de Polderbaan van luchthaven Schiphol. De start en finish is in Hoofddorp. Er zijn wedstrijden over de halve marathon, 10 km, 5 km en 1,1 km jeugdloop.
Vanaf 2011 wordt er bij dit evenement geen marathon meer georganiseerd en is de langste afstand de halve marathon. Het parcours van de marathon lag gemiddeld op 4 meter beneden NAP en was daarmee de laagste marathon van Europa.

## Parcoursrecords
- Mannen: 2:34.17 - Roland Adók  HUN (2010)
- Vrouwen: 3:22.25 - Claudia Wesselman  NED (2009)

## Top 10 finishtijden
Met een gemiddelde tijd van 2:46.30,1, over de tien snelste finishtijden van alle edities, behoort deze marathon tot de langzamere marathons van Nederland. Zie ook Lijst van snelste marathonsteden.
| Rang | Naam               | Land | Tijd    | Jaar | Plek |
| ---- | ------------------ | ---- | ------- | ---- | ---- |
| 1    | Roland Adók        | HUN  | 2:34.17 | 2010 | 1    |
| 2    | Ralf Preibisch     | GER  | 2:35.36 | 2009 | 1    |
| 3    | Mark Olsthoorn     | NED  | 2:47.20 | 2008 | 1    |
| 4    | Bernard Roelen     | NED  | 2:47.28 | 2009 | 2    |
| 5    | Bernard Roelen     | NED  | 2:47.35 | 2010 | 2    |
| 6    | Zoltán Fajfrik     | HUN  | 2:47.57 | 2008 | 2    |
| 7    | Taelman Lucien     | BEL  | 2:50.15 | 2008 | 3    |
| 8    | Bart de Grove      | BEL  | 2:50.48 | 2010 | 3    |
| 9    | Bernard Roelen     | NED  | 2:51.01 | 2008 | 3    |
| 10   | Joris van de Meent | NED  | 2:52.44 | 2008 | 4    |

(bijgewerkt t/m 2010, vanaf 2011 geen marathon meer)

## Uitslagen

### marathon
| Datum            | Man            | Man     | Vrouw             | Vrouw   |
| Datum            | Naam           | Tijd    | Naam              | Tijd    |
| ---------------- | -------------- | ------- | ----------------- | ------- |
| 4 september 2005 | Frans Woerden  | 2:56.22 | Hanneke Lieverse  | 3:30.29 |
| 3 september 2006 | Cor van Baar   | 2:55.09 | Hanneke Lieverse  | 3:32.55 |
| 2 september 2007 | Bas Regoor     | 2:53.10 | Hanneke Lieverse  | 3:31.50 |
| 7 september 2008 | Mark Olsthoorn | 2:47.20 | Claudia Wesselman | 3:26.01 |
| 6 september 2009 | Ralf Preibisch | 2:35.36 | Claudia Wesselman | 3:22.25 |
| 5 september 2010 | Roland Adók    | 2:34.17 | Johanna Varga     | 3:31.35 |

### halve marathon
| Datum            | Man               | Man     | Vrouw             | Vrouw   |
| Datum            | Naam              | Tijd    | Naam              | Tijd    |
| ---------------- | ----------------- | ------- | ----------------- | ------- |
| 4 september 2005 | Cor Olieman       | 1:18.52 | Ingrid Dekker     | 1:38.03 |
| 3 september 2006 | Arno van den Berg | 1:20.36 | Ingrid Dekker     | 1:34.17 |
| 2 september 2007 | Michael Woerden   | 1:13.35 | Chris Freysen     | 1:34.14 |
| 7 september 2008 | Michael Woerden   | 1:12.29 | Anja van 't Schip | 1:26.34 |
| 6 september 2009 | Michael Woerden   | 1:13.45 | Johanna Varga     | 1:34.08 |
| 5 september 2010 | Martijn Quak      | 1:14.33 | Chie Arita        | 1:37.41 |

### 10 km
| Datum            | Man              | Man   | Vrouw                 | Vrouw |
| Datum            | Naam             | Tijd  | Naam                  | Tijd  |
| ---------------- | ---------------- | ----- | --------------------- | ----- |
| 4 september 2005 | Jeroen van Damme | 30.18 | Brigitte Nieuwlaat    | 40.41 |
| 3 september 2006 | Gaber Bahnas     | 34.29 | Amy Lo                | 45.29 |
| 2 september 2007 | Cyril Mica       | 35.03 | Karin Slootweg        | 42.20 |
| 7 september 2008 | Joey Hendriks    | 35.53 | Bethlehem Teklemedhin | 41.15 |
| 6 september 2009 | Herman Leeman    | 34.06 | Frederike Sieders     | 43.30 |
| 5 september 2010 | Marcel Pool      | 34.15 | Susanne Boer          | 42.15 |

### 5 km
| Datum            | Man            | Man          | Vrouw             | Vrouw        |
| Datum            | Naam           | Tijd         | Naam              | Tijd         |
| ---------------- | -------------- | ------------ | ----------------- | ------------ |
| 4 september 2005 | Niet gelopen   | Niet gelopen | Niet gelopen      | Niet gelopen |
| 3 september 2006 | Niet gelopen   | Niet gelopen | Niet gelopen      | Niet gelopen |
| 2 september 2007 | Fabian Ernst   | 17.56        | Esther van Heerde | 19.10        |
| 7 september 2008 | Maxim Moinat   | 17.18        | Christine Rebello | 20.46        |
| 6 september 2009 | Pascal Visser  | 16.39        | Julitta Boschman  | 19.50        |
| 5 september 2010 | Wouter Hordijk | 16.46        | Louise Leupen     | 20.04        |